# شلالات بويوما
شلالات بويوما المعروفة سابقاً بانهيارات ستانلي، يشمل سبعة عيون ماء تمتد على 10 كيلومترِ (6 أميال) على طول منحنى نهر لوالابا Lualaba بين بلدات الميناء النهرية لأبوندو Ubundu وكيسانجاني Kisangani في المنطقة الشرقية لجمهورية الكونغو الديمقراطية.
في أسفل الانهيارات، يصبح لوالابا Lualaba نهر الكونغو.

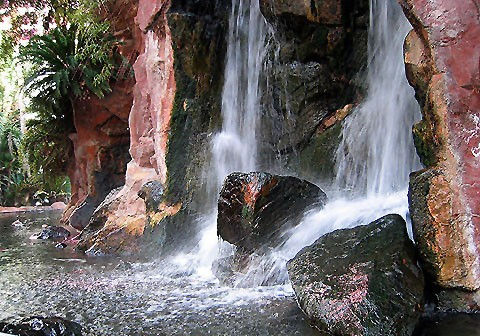
شلالات بويوما

له مقدار هبوط كليّ 61 مترِ (200 قدم).
يحمل سجل تدفقِ الماء حالياً، معدله 600,000 قدم مكعب في الثانية.
سجله البالغ الذروة حالياً 1,834,000 قدم مكعّب في الثانية.